# ジョージ・グレイ (第5代スタンフォード伯爵)

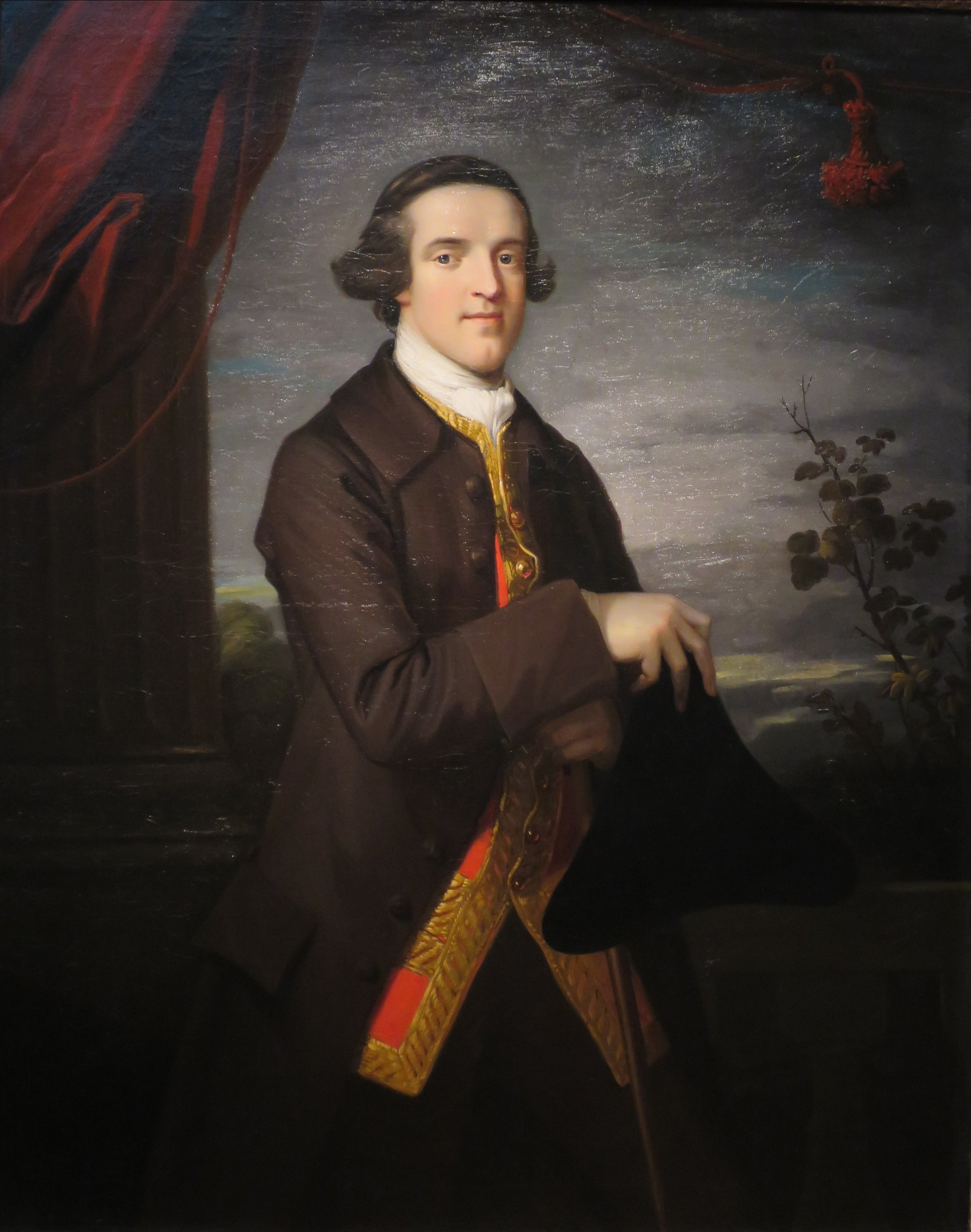
第5代スタンフォード伯爵、ベンジャミン・ウエスト画。

第5代スタンフォード伯爵および初代ウォリントン伯爵ジョージ・ハリー・グレイ（英語: George Harry Grey, 5th Earl of Stamford FSA、1737年10月1日 – 1819年5月28日）は、イギリスの貴族。1739年から1768年までグレイ卿の儀礼称号を使用した。

## 生涯
第4代スタンフォード伯爵ハリー・グレイとメアリー・ブース（Mary Booth、第2代ウォリントン伯爵ジョージ・ブースの娘）の長男として、1737年10月1日に生まれた。レスター・スクールで教育を受けた後、1755年11月1日にケンブリッジ大学クイーンズ・カレッジに入学、1758年にM.A.の学位を修得した。
ゴア伯爵の後援を受けて1761年イギリス総選挙と1768年イギリス総選挙で当選、スタッフォードシャー選挙区の庶民院議員になった。議会では第1次ロッキンガム侯爵内閣を支持して、続くチャタム伯爵内閣に反対する投票をしたが、演説の記録はなかったという。1768年6月24日、父の死去に伴いスタンフォード伯爵の爵位を継承した。以降は貴族院でロッキンガム派（ロッキンガム侯爵の死後はポートランド派）の一員として投票した。
1775年、ロンドン考古協会フェローに選出された。1783年から1819年までチェシャー統監を務め、1796年4月22日にデラマー男爵およびウォリントン伯爵に叙された。
1819年5月28日に死去、長男ジョージが爵位を継承した。

## 家族
1763年5月28日、ヘンリエッタ・キャヴェンディッシュ・ベンティンク（Henrietta Cavendish Bentinck、1827年6月4日没、第2代ポートランド公爵ウィリアム・ベンティンクの娘）と結婚、下記の子女を儲けた。
- ヘンリエッタ（1764年 – 1826年7月12日） - 1785年10月26日、第4代準男爵ジョン・チェットウォッド（英語版）と結婚、子供あり
- ジョージ（1765年 – 1845年） - 第6代スタンフォード伯爵
- マリー・ブース（1767年） - 夭折
- マリア（1769年 – 1838年） - 1794年5月20日、ジョン・コーツ（John Cotes、庶民院議員）と結婚[4]
- ルイーサ・ブース（1771年 – 1830年）
- ウィリアム・ブース（1773年9月10日 – 1852年3月11日） - 1802年4月7日、フランシス・アン・プライス（Frances Anne Price、1837年没、トマス・プライスの娘）と結婚。1838年8月28日、フランシス・サマーヴィル（Frances Somerville、1849年10月23日没、第16代サマーヴィル卿（英語版）マーク・サマーヴィルの娘）と再婚
- アンチテル（Anchitel、1774年 – 1833年） - 聖職者
- ヘンリー（1776年 – 1799年） - 海軍軍人
- ソフィア（1777年 – 1849年1月7日） - 1809年10月21日、ブース・グレイ（英語版）と結婚
- アメリア（1779年 – 1849年10月29日） - 1800年10月18日、初代準男爵ジョン・リスター・ケイ（英語版）と結婚